# غيوم ساركوزي
غيوم ساركوزي (بالفرنسية: Guillaume Sarkozy)‏ هو شخصية أعمال فرنسي، ولد في 18 يونيو 1951 في باريس في فرنسا.